# Tympanogaster intrincata
Tympanogaster intrincata är en skalbaggsart som beskrevs av Perkins 2006. Tympanogaster intrincata ingår i släktet Tympanogaster och familjen vattenbrynsbaggar. Inga underarter finns listade i Catalogue of Life.